# RR Pictoris
RR Pictoris, também conhecida como Nova Pictoris 1925, é uma estrela binária variável cataclísmica que explodiu como uma nova em 1925. Localiza-se na constelação de Pictor a uma distância de aproximadamente 1 700 anos-luz (520 parsecs) da Terra. Foi primeiramente notada pelo astrônomo sul-africano R. Watson em 25 de maio de 1925, quando tinha uma magnitude aparente de 2,3. Seu brilho continuou a aumentar até chegar a uma magnitude de 1,2 em 9 de junho de 1925. A magnitude do sistema diminuiu para 4 em 4 de julho, mas aumentou novamente para 1,9 em 9 de agosto. Seis meses após seu pico de magnitude, RR Pictoris não era mais visível a olho nu, até chegar à sua magnitude aparente atual de 12,5.
Novas são sistemas binários compostos por uma anã branca e uma estrela secundária tão próxima que preenche seu lóbulo de Roche com material estelar, que é então transferido para a anã branca por acreção. Quando esse material atinge uma massa crítica, uma quantidade enorme de energia é liberada e o brilho do sistema aumenta tremendamente. As duas estrelas de RR Pictoris completam uma órbita a cada 3,48 horas. Cálculos mostram que a densidade da estrela secundária é muito baixa para seu tamanho, o que sugere que ela já saiu da sequência principal e portanto consumiu todo o hidrogênio em seu núcleo, se expandindo e esfriando no processo.